# محمد صهلولي
محمد أحمد يحيى صهلولي (مواليد 21 نوفمبر 2004) من منطقة جازان مركز الصهاليل هو لاعب كرة قدم سعودي يلعب حاليًا في نادي الجبلين معار من نادي الرياض.

## مسيرة اللاعب
بدأ مع النصر ووصل للفريق الأول في عام 2023 وشارك في مباراة واحدة فقط كبديل أمام نادي الاتفاق وإنتقل إلى نادي الرياض في عام 2024 وأعير في نفس الوقت إلى نادي الجبلين.

## روابط خارجية
- محمد صهلولي على موقع قاعدة بيانات كرة القدم.إي يو (الإنجليزية)
- محمد صهلولي على موقع Soccerway.com (الإنجليزية)